# Hydropsyche klefbecki
Hydropsyche klefbecki är en nattsländeart som beskrevs av Bo Tjeder 1946. Hydropsyche klefbecki ingår i släktet Hydropsyche och familjen ryssjenattsländor. Inga underarter finns listade i Catalogue of Life.